# كلارنس آدامز
كلارنس آدامز (بالإنجليزية: Clarence Adams)‏ مواليد 6 يوليو 1974 في كنتاكي، الولايات المتحدة، هو ملاكم محترف أمريكي يصنف ضمن فئة وزن الريشة بدأ مسيرته الاحترافية سنة 1990. حقق بطولة المجلس العالمي للملاكمة.

## إحصائيات
خاض خلال مسيرته 56 نزالا، فاز في 44 وتعادل في 4 وخسر في 7. فاز بالضربة القاضية في 20 نزالا.

## روابط خارجية
- كلارنس آدامز على موقع بوكس ريك (الإنجليزية) (registration required)